# Antonovo (huyện)
Antonovo là một huyện thuộc tỉnh Targovishte, Bungaria. Dân số thời điểm năm 2001 là 7593 người.